# Mitti-Småträsket
Mitti-Småträsket är en sjö i Lycksele kommun i Lappland och ingår i Umeälvens huvudavrinningsområde. Sjön har en area på 0,391 kvadratkilometer och ligger 334,9 meter över havet. Sjön avvattnas av vattendraget Nymyrbäcken.

## Delavrinningsområde
Mitti-Småträsket ingår i det delavrinningsområde (723091-162078) som SMHI kallar för Mynnar i Mattjokbäcken. Medelhöjden är 350 meter över havet och ytan är 7,47 kvadratkilometer. Räknas de 3 avrinningsområdena uppströms in blir den ackumulerade arean 52,72 kvadratkilometer. Nymyrbäcken som avvattnar avrinningsområdet har biflödesordning 4, vilket innebär att vattnet flödar genom totalt 4 vattendrag innan det når havet efter 247 kilometer. Avrinningsområdet består mestadels av skog (72 procent) och sankmarker (15 procent). Avrinningsområdet har 0,65 kvadratkilometer vattenytor vilket ger det en sjöprocent på 8,6 procent.